# 사사키 세이고
사사키 세이고(일본어: 佐々木 誠吾, 1946년 9월 1일 ~ )는 일본의 전 프로 야구 선수이다. 시마네현 마스다시 출신이며 현역 시절 포지션은 투수였다.

## 인물
시마네 현립 하마다 고등학교 시절이던 2학년 때 1963년 추계 주고쿠 대회 준결승까지 진출했지만 히시카와 아키라 등이 소속된 구라시키 공업고등학교(오카야마현)에게 패하여 탈락했다. 이듬해 1964년 추계 고시엔 시마네현 예선에서도 준결승에 진출했지만 이즈모 상업고등학교에게 패했다.
고교 졸업 후 1965년 한큐 브레이브스에 입단하여 ‘본격파 대형 우완 투수’라는 세간의 주목을 받았다. 1967년에는 5월부터 선발로 기용돼 시즌 7승 6패의 성적을 남겼고 같은 해 요미우리 자이언츠와 맞붙은 일본 시리즈에서도 3경기에 등판했다. 이듬해 1968년에는 구원 투수로 전환하여 18경기에 등판, 1969년에도 5승을 올렸지만 이후에는 등판 기회가 줄어들었다. 오버핸드로부터 슬라이더, 슈토, 커브 등을 주무기로 삼았다.
1971년 시즌 종료 후 오하시 유타카, 다네모 마사유키와의 맞트레이드로 사카모토 도시조, 오카무라 고지와 함께 도에이 플라이어스로 이적했지만 이렇다할 활약을 보여주지 못하고 1972년을 끝으로 현역에서 은퇴했다.

## 상세 정보

### 출신 학교
- 시마네 현립 하마다 고등학교

### 선수 경력
- 한큐 브레이브스(1965년 ~ 1971년)
- 도에이 플라이어스(1972년)

### 등번호
- 45(1965년, 1972년)
- 46(1966년 ~ 1971년)

### 연도별 투수 성적
| 연 도      | 소 속      | 등 판 | 선 발 | 완 투 | 완 봉 | 무 4 구 | 승 리 | 패 전 | 세 이 브 | 홀 드 | 승 률 | 타 자 | 이 닝 | 피 안 타 | 피 홈 런 | 볼 넷 | 고 4 | 몸 맞 | 탈 삼 진 | 폭 투 | 보 크 | 실 점 | 자 책 점 | 평 자 책 | W H I P |
| ---------- | ---------- | ----- | ----- | ----- | ----- | ------- | ----- | ----- | -------- | ----- | ----- | ----- | ----- | -------- | -------- | ----- | ---- | ----- | -------- | ----- | ----- | ----- | -------- | -------- | ------- |
| 1966년     | 한큐       | 6     | 0     | 0     | 0     | 0       | 0     | 0     | --       | --    | ----  | 46    | 10.0  | 13       | 4        | 6     | 0    | 0     | 6        | 0     | 0     | 6     | 6        | 5.40     | 1.90    |
| 1967년     | 한큐       | 31    | 16    | 3     | 2     | 0       | 7     | 6     | --       | --    | .538  | 480   | 116.2 | 96       | 8        | 38    | 2    | 4     | 67       | 1     | 0     | 51    | 41       | 3.15     | 1.15    |
| 1968년     | 한큐       | 18    | 0     | 0     | 0     | 0       | 0     | 0     | --       | --    | ----  | 121   | 29.1  | 33       | 2        | 8     | 0    | 0     | 22       | 0     | 1     | 12    | 10       | 3.10     | 1.40    |
| 1969년     | 한큐       | 21    | 11    | 2     | 0     | 0       | 5     | 2     | --       | --    | .714  | 329   | 79.2  | 65       | 10       | 20    | 0    | 2     | 45       | 0     | 1     | 29    | 26       | 2.93     | 1.07    |
| 1970년     | 한큐       | 2     | 1     | 0     | 0     | 0       | 0     | 0     | --       | --    | ----  | 19    | 3.2   | 6        | 1        | 4     | 0    | 0     | 2        | 0     | 0     | 3     | 3        | 6.75     | 2.73    |
| 통산 : 5년 | 통산 : 5년 | 78    | 28    | 5     | 2     | 0       | 12    | 8     | --       | --    | .600  | 995   | 239.1 | 213      | 25       | 76    | 2    | 6     | 142      | 1     | 2     | 101   | 86       | 3.24     | 1.21    |